# Protzen
Das Dorf Protzen ist ein Ortsteil der Gemeinde Fehrbellin mit zirka 500 Einwohnern. Es liegt am Nordrand des Rhinluches, südlich der Ruppiner Platte. Östlich des Ortes verläuft die A 24. Diese ist über die etwa vier Kilometer entfernte Anschlussstelle Neuruppin-Süd zu erreichen.

## Geschichte
Protzen ist ein Straßendorf slawischen Ursprungs und wurde 1324 erstmals als Pfarrdorf urkundlich erwähnt. Der Ortsname soll sich aus dem Slawischen, von „Ort wo Hirse wächst“, ableiten. Das Dorf mit seiner Feldsteinkirche liegt am Pilgerweg von Berlin nach Wilsnack. Um 1490 war Protzen ein Teil der im Kern reichsunmittelbaren Herrschaft Ruppin unter der Landesherrschaft der Grafen von Lindow-Ruppin.
Während des Dreißigjährigen Krieges wurde im Jahr 1638 das Dorf zerstört. In den Jahren 1718, 1727, 1823, und 1831 folgten weitere große Zerstörungen durch Brände. Zu den Besitzern des Gutes im Ort gehörten die Familien von Gadow, Quast, Kleist, Drieberg, und Legde.
Durch den beginnenden Torfabbau verdoppelte sich die Dorfbevölkerung in den Jahren 1874 bis 1892 auf über 500 Einwohner.
Theodor Fontane beschreibt Protzen und seine Einwohner ausführlich in einem seiner Werke. So schrieb er, dass der Gutspark einer der schönsten Gutsparks der Region sei.

### Eingemeindung
Protzen wurde am 26. Oktober 2003 nach Fehrbellin eingemeindet.

## Sehenswürdigkeiten

### Die Dorfkirche Protzen
Die spätromanische Feldsteinkirche stammt aus dem 13. Jahrhundert, der Turm wurde 1682 erbaut. Es ist ein Saalbau mit einem quadratischen Chor. Im Inneren befindet sich ein Kanzelaltar aus dem Jahr 1778. Aus der gleichen Zeit, oder etwas später stammt der barocke Taufengel. Die heutige Orgel stammt bis auf das Gehäuse aus dem Jahr 1982.

### Das Gutshaus Protzen
Das um 1755 erbautes Gutshaus ist ein traufständiges, zweigeschossiges Haus. Es hat sieben Achsen, das Dach ist ein Krüppelwalmdach. Hinter dem Haus befinden sich zwei Seitenflügel. Das Gutshaus wurde nach 1945 als Schule und als Wohnhaus genutzt. Der heutige Gutspark hat einen barocken Vorgänger. Der Park wurde ab 1823 in einen landschaftlichen Park umgewandelt. In dem Gutshaus befindet sich heute das Dorf-, Torf- und Schulmuseum.

## Persönlichkeiten
- Friedrich Johann von Drieberg (1780–1856), Komponist, Erfinder und Schriftsteller